# Villa Corona
Villa Corona es una localidad del estado mexicano de Jalisco. Es parte del municipio de Villa Corona.

## Toponimia
El nombre «Villa Corona» rinde homenaje a Ramón Corona, gobernador de Jalisco de 1887 a 1889.

## Demografía
| Gráfica de evolución demográfica |
|                                  |

| Censo | Población |
| ----- | --------- |
| 1900  | 2 118     |
| 1910  | 2 281     |
| 1921  | 2 938     |
| 1930  | 2 968     |
| 1940  | 3 017     |
| 1950  | 2 982     |
| 1960  | 3 710     |
| 1970  | 4 782     |
| 1980  | 5 909     |
| 1990  | 5 829     |
| 2000  | 6 464     |
| 2010  | 7 603     |
| 2020  | 8 485     |